# Jan Kohout
Pour les articles homonymes, voir Kohout.
Jan Kohout, né le 29 mars 1961 à Plzeň (Tchécoslovaquie, auj. République tchèque), est un homme politique tchèque, anciennement membre du ČSSD et ministre tchèque des Affaires étrangères à deux reprises, de 2009 à 2010 et de 2013 à 2014.

## Biographie
Kohout a été membre du parti communiste tchécoslovaque de 1986 à 1989. Il est devenu depuis, comme d'autres cadres communistes, membre du parti social-démocrate tchèque. Il fait partie des 105 membres de la Convention sur l'avenir de l'Europe chargée de rédiger une Constitution pour l'Europe, Constitution rejetée par les référendums néerlandais et français de 2005 (le traité de Lisbonne s'applique depuis 2010). Il est ambassadeur de la république tchèque auprès de l'Union européenne de 2004 à 2008.
Il a été nommé par Jan Fischer ministre des Affaires étrangères le 8 mai 2009, en remplacement de Karl zu Schwarzenberg. Il a ainsi présidé le conseil de l'Union européenne du 9 mai au 30 juin 2009 à Bruxelles. Il est de nouveau choisi en tant que ministre des Affaires étrangères en juillet 2013 au sein du gouvernement de l'économiste indépendant Jiří Rusnok, où il succède à nouveau à Karl zu Schwarzenberg, qui lui avait succédé en juillet 2010 ; ce gouvernement n'étant pas soutenu par le parti social-démocrate, il y siège en tant qu'indépendant.
Kohout a été sous le feu de l'actualité dans son pays en 2005, lorsqu'il a été proposé comme nouveau Premier ministre en remplacement de Stanislav Gross par le parti social-démocrate tchèque. C'est finalement Jiri Paroubek qui a été choisi.
Kohout est un européen atlantiste.